# Steinerne Rinne und Mechower Holz
Steinerne Rinne und Mechower Holz ist ein Naturschutzgebiet in den schleswig-holsteinischen Gemeinden Römnitz, Bäk und Mechow im Kreis Herzogtum Lauenburg.
Das rund 207 Hektar große Naturschutzgebiet ist unter der Nummer 176 in das Verzeichnis der Naturschutzgebiete des Ministeriums für Landwirtschaft, Umwelt und ländliche Räume eingetragen. Es wurde zum 10. September 2004 ausgewiesen (Datum der Verordnung: 2. August 2004). Das Naturschutzgebiet ist teilweise Bestandteil des FFH-Gebietes „Wälder und Seeufer östlich des Ratzeburger Sees“ und des EU-Vogelschutzgebietes „Schaalsee-Gebiet“. Zuständige untere Naturschutzbehörde ist der Kreis Herzogtum Lauenburg.
Das Naturschutzgebiet liegt östlich des Großen Ratzeburger Sees am Rand des Naturparks Lauenburgische Seen und ist Teil des Grünen Bandes. Es grenzt im Westen an das Naturschutzgebiet „Ostufer des Großen Ratzeburger Sees“ auf dem Gebiet Schleswig-Holsteins und das Naturschutzgebiet „Campower Steilufer“ auf dem Gebiet Mecklenburg-Vorpommerns. Im Norden und Osten grenzt es an die Naturschutzgebiete „Kiekbuschwiesen bei Neuhof“ und „Mechower See“ in Mecklenburg-Vorpommern und im Süden an das Naturschutzgebiet „Mechower Seeufer“ in Schleswig-Holstein. Durch die Unterschutzstellung wurde die Lücke zwischen den Naturschutzgebieten „Ostufer des Großen Ratzeburger Sees“ und „Mechower Seeufer“ bzw. den auf dem Gebiet Mecklenburg-Vorpommerns bereits vorhandenen Naturschutzgebieten geschlossen.
Das Naturschutzgebiet liegt inmitten einer landwirtschaftlich genutzten, eiszeitlich geformten Moränenlandschaft. Es stellt den auf dem Gebiet Schleswig-Holsteins liegenden Teil eines zum Mechower See tief eingeschnittenen Rinnentals, das während der Weichsel-Kaltzeit entstanden ist, sowie die erst nach der Kaltzeit entstanden, zum Großen Ratzeburger See entwässernden Steinernen Rinne und das südlich der Rinnenlandschaft liegende Mechower Holz unter Schutz. Das Rinnensystem wird von einer gut ausgeprägten Bachschlucht mit einem naturnahen Bachlauf gebildet. Die Bachniederung im Talverlauf wird von verschiedenen Biotoptypen, darunter Feuchtgrünland, Sukzessionsflächen und Waldgebieten eingenommen. An die Niederung grenzen geneigte Flächen und steile Hänge, auf denen teilweise Laubwaldgesellschaften stocken.
Das Mechower Holz wurde früher forstwirtschaftlich intensiv genutzt. Mittlerweile ist es aus der Nutzung genommen und kann sich dauerhaft ohne menschliche Eingriffe entwickeln. Der Wald wird überwiegend von Laubbäumen geprägt. Einige Flächen, auf denen früher standortferne Nadelbäume stockten, werden von Pionierwald eingenommen. In feuchten Senken und zum Bachtal hin wachsen Feuchtwälder.
Die verschiedenen Lebensräume im Naturschutzgebiet beherben zahlreiche Tier- und Pflanzenarten. Das Mechower Holz ist Lebensraum von Mittelspecht, Kranich und Seeadler, die alle hier brüten. Die gebüschreichen Waldränder bieten u. a. Sperbergrasmücke und Schlagschwirl Lebensraum. Auch Rotbauchunke und Fischotter sind im Naturschutzgebiet zu finden, außerdem Neuntöter, Braunkehlchen, Kolkrabe, Baumfalke, Rotmilan, Weißstorch u. a. Die Pflanzenwelt ist an den verschiedenen Standorten u. a. durch Sumpfkratzdistel, Sumpfdotterblume, Schlangenknöterich, Kuckuckslichtnelke, Wiesenschaumkraut, Sumpfhornklee oder Wasserminze vertreten.
Das Naturschutzgebiet ist nur am Westrand des Mechower Holzes sowie am West- und Südrand von Wanderwegen erschlossen. Ein durch das Mechower Holz verlaufender Weg ist zum Schutz der hier brütenden Vögel von Anfang Februar bis Mitte Juni eines jeden Jahres gesperrt. Das Gebiet wird vom Zweckverband Schaalsee-Landschaft betreut.